# گورا شویرسکا
گورا شویرسکا (به لاتین: Góra Siewierska) یک روستا در لهستان است که در گمینا پساره واقع شده‌است. گورا شویرسکا ۷۷۰ نفر جمعیت دارد.